# ECL (електроника)
ECL (скраћеница од енгл. Emitter Coupled Logic) је генерација дигиталних логичких кола, створена 50-их година 20. вијека. На почетку рађена у дискретној варијанти, технолошка еволуција је касније произвела ECL интегрисана кола. Због развоја CMOS и HCMOS технологије, ECL технологија је углавном напуштена.

## Предности и недостаци
Особеност ECL технологије је била рад биполарних транзистора ван региона засићења (сатурације), и на тај начин је омогућено брзо прекидање (енгл. switching). Дуги низ година ово је била најбржа логичка породица, и често је кориштена у рачунарима, посебно у аритметичко-логичкој јединици (енгл. Arithmetic logic unit, ALU).
Недостатак је био што је ECL коло непрекидно трошило струју, чак и у стању мировања, зато што никад није улазило у стање прекида (енгл. cut-off). Други недостатак је био нестандардни логички ниво, често од -5,2 до 0 V, што је отежавало повезивање са другим логичким породицама.